# Сарт (коммуна)
Сарт — бывшая коммуна в Валлонии, в Бельгии. С 1977 года — часть коммуны Жале.